# 项武忠
项武忠（1935年6月12日—），數學家，籍貫浙江樂清，中華民國中央研究院院士，美國文理科學院院士。臺灣保釣運動的先驅。

## 生平
1935年6月12日出生于浙江省乐清县大荆区智仁乡（今乐清市大荆镇上岙村）。1949年赴台灣，1953年入国立台湾大学数学系学习，师从施拱星教授，1957年获学士学位。大學毕业后服兵役一年半，之后在中央研究院做助理研究員半年。1959年赴美国普林斯顿大学数学系，1962年获得博士学位。毕业后于耶鲁大学历任助理教授、副教授、教授，后任普林斯顿大学教授至退休，1982-1985年曾任普林斯顿大学数学系主任。曾先后在加利福尼亚大学伯克利分校、斯坦福大学、荷兰阿姆斯特丹大学和德国波恩大学访问。1980年当选中央研究院院士（第13届），1989年当选美国文理科学院院士。

## 数学研究
项武忠是著名的拓扑学家，在低维拓扑学方面建树颇多，成就卓著。1970年和1983年分别在法国尼斯和波兰华沙举行的国际数学家大会上作45分钟和1小时的邀请报告。他还是国际性期刊《数学年刊》等多份学术杂志的编辑委员。

## 社会运动

### 保钓運動
除数学研究外，项武忠热心参与社会运动，是1970年代保钓运动的先驱。
2012年8月27日，项武忠与同在美国的中研院院士王正中在《北美世界日报》旧金山版头版自费刊登全版保钓广告，广告语为：“胡锦涛、马英九：你们在中国领土上的软弱态度，如何对得起炎黄子孙？为我中华国魂，请马上出兵光复我领土钓鱼岛；不然，你们将来如何见先祖列宗于地下？”2012年8月29日，项武忠說，在台海两岸，反对在保钓问题上对日本持强硬立场的人，都是与日本有着经济利益联系的人，“这些人都跟日本有关系，都是跟日本做生意，所以完全把民族大义忘得精光”。

### 院長遴選事件
2016年4月16日，中研院召開評議會舉行院長遴選，被媒體披露黑箱作業：前院長李遠哲在投票前提議並主導通過改變選舉辦法，使受其支持的加州大學洛杉磯分校化學暨生物分子工程系主任廖俊智在投票中獲最高票，封殺被指控是「親中人士」的郭位。2016年4月17日，李遠哲不願證實此事，僅表示會議結論應保密卻外洩，他對此很難過，評議員應該一起去跳海。
2016年5月1日，項武忠接受風傳媒專訪證實，已發起連署35名中研院院士共同致函總統馬英九，籲請馬英九退回中研院院長遴選候選人名單；項武忠說，中研院評議會有一半評議員皆為非院士的所長級人員，存在各種利益糾葛，已成全院「貪腐中心」，而且被李遠哲把持太久，「中研院變得太政治化了」，李遠哲才應該去跳海。
2016年5月14日上午，副總統當選人陳建仁說，中研院院長遴選過程「合理、合法」，應該尊重中研院評議會決定，「應該要彼此尊重，特別是學術自由應該要尊重」；對於項武忠於同日凌晨致函《聯合晚報》質疑陳建仁說法、認為候選人名單基本上已不合法（郭位已經退選，候選人名單至少應有3人），陳建仁回應「我們彼此欣賞啦」；項武忠於同日上午回應，他不認得陳建仁，他與陳建仁從未打過招呼，「彼此欣賞」之說太荒唐。

### 台大校長事件
2018年民進黨政府拒絕承認台大校長當選人管中閔人事案引發的「拔管」風波，延燒多月，项武忠於教育部長葉俊榮上台後致函。
希望葉俊榮別成李遠哲、蔡英文的工具走吳茂昆的老路，最後「身敗名裂」。並表示他當初早已和吳茂昆講過，中研院院會通過請教育部「退出台大校長遴選干涉」一決議以中研院立場與歷史而言都很少見，表示李遠哲的影響力量在中研院已經弱化，此時別再小看學術圈人士的反撲力量。

## 家庭
项武忠父亲項昌權曾留学巴黎大学，曾任台湾省政府民政厅副厅长，并曾短期兼任台北市市长（1950年11月至1951年1月）。1954年，国立政治大学正式开设大学部，项昌权在该校任教授兼第一任总务长。项昌权育有三子二女。项武忠的弟弟项武义也是著名数学家，项武德也是数学教授。